# Cristelo (Paredes)
Cristelo es una freguesia portuguesa del concelho de Paredes, con 1,15 km² de superficie y 1.914 habitantes (2001). Su densidad de población es de 1 664,3 hab/km².